# Sítio dos Pintos
Sítio dos Pintos é um bairro da zona norte do Recife, capital do estado brasileiro de Pernambuco.
Faz parte da Região Político Administrativa III — RPA 3. Limita-se com os bairros Dois Irmãos, Novo Caxangá e com o município de Camaragibe. Possui três grandes comunidades no bairro: 
- Comunidade Sítio dos Pintos
- Parte da Comunidade Córrego da Fortuna
- Comunidade Sítio São Braz

## História
No início do século XX o Sítio dos Pintos ainda era um matagal. Seus 11 olhos dágua e seis riachos foram um dos maiores atrativos para a sua urbanização.. A localidade já foi denominada Macacos, tendo, inclusive, uma estação ferroviária que servia os trens com destino a Limoeiro Até os anos 1960 era apenas um sítio, cuja propriedade pertencia a membros da família Pinto, e os donos não permitiam edificações na área, daí sendo denominado de Sítio dos Pintos e a permanência de um matagal por muito tempo.
O ambiente local, pelo seu mosaico de cores, lugares, diferentes formas de ocupação, sua relação com água e a
Mata Atlântica, representa um perfil característico da cidade do Recife. O local é uma das 25 Unidades de Conservação da Natureza (UCN) do Recife. Possui 11 olhos dágua e seis riachos.Com o tempo, a especulação imobiliária mudou essa paisagem.

## Distribuição territorial
Sua área está assim distribuída:
- 46,46% de área construída
- 42,55% de vegetação, tanto arbórea quanto arbustiva
- 10,99% distribuídas entre áreas de cultivo, solo exposto, hidrografia e área alagável.

## Comunidades
A área territorial do bairro de Sítio dos Pintos está assim distribuída em localidades:
- Alto da Boa Esperança (rua da caixa d'água)
- Parte do Córrego da Fortuna (do lado do antigo CRAS até a Rua da Paz)
- Sítio São Braz e travessias
- Alto Bom Jesus e travessias
- Sítio Seu Rafael
- Parque Santa Maria e travessias
- Terminal e Sítio Bar
- Estrada dos Pintos (da UFRPE até Avenida Professor Cláudio e Selva)
- Avenida Prefeito Agostinho Nunes Machado (rua do posto, da capela Nossa Senhora das Graças e da associação do bairro)
- Rua Arnaldo Paes de Andrade e travessias
- Rua Vereador Petrus Câmaras (rua do Campo de Futebol e vacaria)

## E)dificações
O bairro tem 13 templos, 6 escolas, três postos de saúde e 1 terminal de ônibus e mais:
- Vários condomínios (médio e grande porte)

### Templos
- Igreja batista em Dois Irmãos
- Igreja Batista Renovada de  Dois Irmãos
- Igreja Batista Missionária de Dois Irmãos
- Capela de São Pedro (católica)
- Capela de São Braz (católica)
- Igreja de Nossa Senhora das Graças (católica)
- Assembleia de Deus Seara do Brás
- Igreja do Evangelho Quadrangular
- Igreja El Shaday
- Congregação Cristã no Brasil
- Igreja Universal do Reino de Deus

### Escolas
Estadual
EREFEM Lions de Parnamirim
Municipal
Escola Municipal Mundo Esperança
Privada
Ágape
- Educandário Planeta Infantil [9]
- Educandário Tia Nice
- Escola Espaço Criativo[10]

### Unidades de saúde
- Postos de Saúde da Sítio dos Pintos, Córrego da Fortuna e Sítio São Braz[11]

## Logradouros
- Estrada dos Pintos
- Avenida Arnaldo Paes de Andrade
- Rua Sítio São Braz
- Rua Parque Santa Maria
- Rua São Pedro
- Rua Alto Bom Jesus
- Rua Alto Boa Esperança
- Rua Vereador Petrus Câmara
- Rua Barão do Capibaribe
- Rua da Paz
- Rua da Meiguice

## Demografia
- Área Territorial: 180 ha.[1]
- População: 7.276 habitantes.[nota 1]
- Densidade demográfica: 40,49 hab./ha.